# Haas-Haus
La Hass House es un edificio de Viena, localizada a pocos metros de Stephansdom. Este es uno de los edificios más emblemáticos de dicho país, ya que se encuentra en pleno centro histórico.

## Haas House
La Haas House creada por Hans Hollein, está construida con el movimiento arquitectónico, posmoderno, calificada así por varios arquitectos reconocidos mundialmente.
La arquitectura está pensada, para hacer "entrar" al visitante, en un mundo, donde el caos, y la imaginación dominan el ambiente, creando una sensación de extraña pero agradable confusión, con los toques posmodernistas.

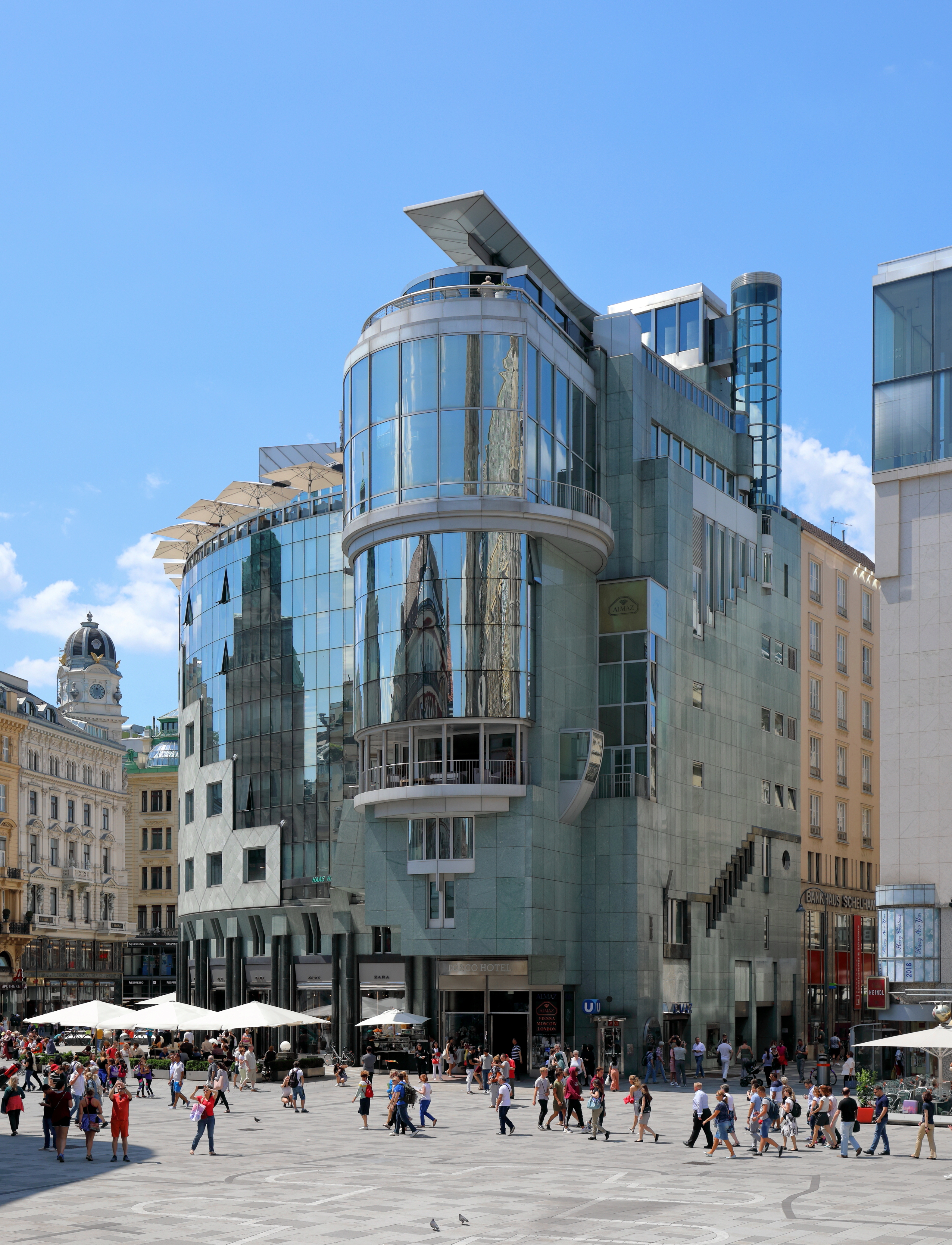
Reflejo de la catedral en los vidrios.

Fue concebida entre 1985 y 1990 en el mismo centro histórico de Viena, siendo situada delante de la preciosa catedral de Sant Stephen dónde ésta se refleja en la enorme fachada de vidrio.
Esta casa nos suscita una polémica, está en el centro medieval de Viena, y se coloca un edificio de una modernidad incomparable, pero Hollein juega con el hecho de que las casas medievales fueron construidas encima de las romanas, y a su vez la Haas encima de lo medieval. Por lo tanto, cada época comporta un presente, y el de Viena es la Haas, arquitectónicamente hablando.

## El edificio
Se compone de dos fachadas: una íntegramente en cristal, y la otra de estructura de casetones de corriente romana, con lo cual lleva al visitante a echar un vistazo "al pasado", mezclado con un toque modernista, ocasionando un fuerte choque de dos épocas.
En su interior podemos encontrar desde un hotel, a un centro comercial y a un restaurante. El diseño interior de este es completamente detallado dónde el eclecticismo da rienda suelta a una arquitectura llena de ironía e imaginación. Se encuentra repleto de elementos descontextualizados (como una escalera que no nos lleva a ninguna parte), arquitecturas mezcladas, etc.